# تولترودین
تولترودین (Tolterodine) یک عامل آنتی موسکارینی (آنتی کولینرژیک) است که با مسدود کردن یک ماده شیمیایی که باعث انقباض مثانه می‌شود کار می‌کند و اسپاسم عضلات مثانه را کاهش می‌دهد.
تولترودین در درمان مثانه بیش فعال با علایم تکرر ادرار، فوریت، و بی اختیاری استفاده می‌شود.